# سیاه‌تنگرس
سیاه تنگرس، ارجنک، خولان، خار گوزن (نام علمی: Rhamnus) نام یک سرده از تیره عنابیان است. این جنس در ایران ۶ گونه گیاه درختی و درختچه ای دارد.